# Hōjō Morifusa
Hōjō Morifusa (北条盛房, 1242-29 juillet 1297), membre du clan Hōjō, est le sixième rokuhara Tandai minamikata (deuxième rang de sécurité intérieure de Kyoto) de 1288 à 1297.